# 瑞豐機械
瑞豐機械有限公司是瑞憶機械的子公司，位於台灣台南市仁德區，於2004年成立，成立資本額5,000萬。 瑞豐機械生產一系列數控車床，其走刀式數控車床配備寶元數控所研發的工業4.0控制器IFC 6900。透過IFC 6900控制器完成上下料、檢驗、篩選、移動及即時監控等相關應用，達到全自動化生產。

## 歷年參展紀錄
2019年 TIMTOS
2017年 EMO Hannover
2017年 TIMTOS
2016年 TIMTOS
2015年 FMETALLOOBRABOTKA
2015年 FEIMAFE